# Obdrup
Obdrup (på dansk også Opdrup og Optrup) er en landsby beliggende øst for Satrup i det centrale Angel i Sydslesvig. Administrativt hører landsbyen under Midtangel Kommune i Slesvig-Flensborg kreds i den nordtyske delstat Slesvig-Holsten. Obdrup var en selvstændig kommune, inden den i 1970 blev sammenlagt med nabobyen Satrup. Med under Obdrup regnes Haddeshus, Mindgab, Nakskov, Obdrupgaard, Sorgefri og Tranholm. I kirkelig henseende hører landsbyen under Satrup Sogn. Sognet lå i Satrup Herred (Gottorp Amt, Sønderjylland), da området tilhørte Danmark. Byen ligger i et skovrigt morænelandskab. Blandt skovene kan nævnes den tidligere dansk-kongelige Obdrup Skov (sydvest for Obdrup og Obdrupgade), Hisskov (Hißholz, nordvest for Obdrup), Obdrup Skovkobbel (Obdrupholzkoppel) med Bregnerøddam (Brekenrühdamm, nord for Obdrup) og Nakholt el. Nakskov (Nakholz, syd for Obtrup). Øst for Obdrupgaard findes rester af en forhenværende tårnborg ved navn Slotsholm.
Stednavnet er første gang nævnt 1470. Navnet er afledt af mandsnavn Obbe eller Ubbe. Obdrup opstod som udstykket gård, dertil kom senere nogle ved vejen liggende huse, som kom til at hedde Obdrupgade. Obdrup er et eksempel på et dansk stednavn uden tysk oversættelse. På dansk findes også varianterne Opdrup og Optrup. 1599 nævnes her tre kådnersted og tre gårde, som kom under Satrupholm gods. Siden 1913 er der et frivilligt brandværn i landsbyen.

## Skovene
Den vest for landsbyen beliggende Obdrup Skov (på ældre dansk Optrup Skov, ty. Obdrupholz) har et areal på 84 hektar. I den statsejede skov står en grænsesten af kong Frederik 7. Mod nord fortsætter skoven som Hisskov (Hissholz) med et areal på yderlige 25 ha bestående af ask--, bøg- og eg-træer. Skovnavnet er afledt af hassel (angeldansk: hessel). De mod nordøst beliggende skove Obdrup Skovkobbel (Obdrupholzkoppel) og Bregnerøddam (Brekenrühdamm) danner siden 1992 et sammenhængende skovområde. Den lille Bregnerødam på 5 ha er første gang nævnt 1765, navnet er sammensat af bregne, ryde (for en lille krat/småskov) og dam. Nakskov (Nakholt) er første gang dokumenteret 1805, navnet er afledt af fællesnavn nakke (oldnordisk hnakkr) og beskriver et smalt stykke land imellem to haver/marker eller en bjerknold. I den danske tid hørte Skovriderløkken med 11 tdr. land, Jeslund og Hareskov med 34,5 tdr. land, Obdrup Skovkobbel og Bregnerøddam med 45 tdr. land samt Hjortskov og Obtrupskov med 19,5 tdr. land under det første gottorpske skovriderdistrikt.